# Johannes Walterus Josephus Maria van Bemmel
Johannes Walterus Josephus Maria van Bemmel (Haarlem, 11 november 1907 – 17 september 1992) was een Nederlands politicus.
Hij werd geboren als zoon van Franciscus Nicolaas Gerardus Johannes van Bemmel (1869-1943; kassier) en Paulina Antonia Johanna Maria Lips (1878-1971?). Hij is afgestudeerd in de Indologie aan de Rijksuniversiteit Leiden. Van Bemmel ging daarna naar Nederlands-Indië waar hij in 1936 begon als adspirant-controleur bij het Binnenlands Bestuur. In 1946 bracht hij het tot Assistent-Resident ter beschikking gesteld van de Negara Sumatera Timur (Deelstaat Oost-Sumatra). Eind 1949 werd Indonesië onafhankelijk en rond die tijd keerde hij terug naar Nederland. In 1951 werd Van Bemmel de burgemeester van Heino en in 1958 volgde zijn benoeming tot burgemeester van Borne. Op eigen verzoek werd hem daar per 1 oktober 1966 eervol ontslag verleend. Van Bemmel overleed in 1992 op 84-jarige leeftijd.